# Casper (mèo)
Casper (khoảng 1997 – 14 tháng 1 năm 2010) là một con mèo đực đã thu hút sự chú ý của truyền thông trên toàn thế giới vào năm 2009 khi được tường thuật rằng nó là một con vật đi xe buýt thường xuyên ở Plymouth ở Devon, Anh. Các bài viết về mèo Casper xuất hiện trên BBC News, là chủ đề của một bài xã luận trên tờ The Guardian, và có một cuốn sách viết về nó, Casper the Commuting Cat. Casper chết vào ngày 14 tháng 1 năm 2010 sau khi bị một chiếc taxi đâm phải.

## Tiểu sử
Casper được nhận nuôi từ một trung tâm cứu hộ động vật ở Weymouth, Dorset năm 2002 bởi Susan Finden, một nhân viên chăm sóc sức khỏe 48 tuổi. Con mèo đực này đã ở trung tâm khoảng mười tháng và các chủ sở hữu gọi nó là Morse, theo tên Thanh tra Morse, một chương trình truyền hình mà họ đã xem khi họ tiếp nhận nó. Nhưng sau vài ngày ở cùng nó trong ngôi nhà Weymouth của cô, Finden đã đổi tên nó thành Casper, lấy ý tưởng từ Casper the Friendly Ghost, vì nó liên tục biến mất.
Cô sớm nhận ra rằng con mèo mình nhận nuôi là một con mèo rất độc lập và quyết đoán và nó thường xuyên đi lang thang. Cô cũng phát hiện ra rằng con mèo này không sợ người hay xe cộ và dường như rất thích ở quanh những chiếc xe lớn. Chính vì những điểm lạ kỳ đó mà cô tin rằng Casper có thể đã từng được đưa đến một sân vận động. Không lâu trước khi cô bắt đầu nghe tường thuật rằng con mèo của mình đã đến thăm các văn phòng gần đó, các phòng tư vấn và nhà thuốc của bác sĩ. Lo sợ cho sự an toàn của mèo Casper khi băng qua đường, Finden cố gắng giữ Casper bằng cách nhốt nó trong nhà, nhưng Casper luôn tìm được lối thoát ra.
Năm 2006, Finden chuyển đến Plymouth, Devon, và khi cô đi làm mỗi ngày, cô không biết Casper đã làm gì khi cô đi vắng. Mãi đến đầu năm 2009, cô mới phát hiện ra rằng nó quyết định đi xe buýt. Các tài xế nói với cô rằng Casper lịch sự xếp hàng cùng với các hành khách khác tại trạm xe buýt đối diện nhà cô. Khi một chiếc xe buýt đi qua và cảm thấy thích chiếc xe này, Casper sẽ tiến lên và nhảy lên chiếc ghế yêu thích của mình. Casper sẽ ở lại trên xe buýt trong chuyến đi khứ hồi 11 dặm (18 km) đến trung tâm thành phố và quay lại trạm xe buýt đối diện nhà nó, nơi các tài xế sẽ cho Casper thoát ra, đảm bảo rằng nó không xuống ở bất kỳ trạm dừng khác.
Khi Finden biết về các chuyến du ngoạn bằng xe buýt của Casper, cô đã liên lạc với công ty xe buýt, First Devon & Cornwall, công ty đã cảnh báo các tài xế của họ hãy cảnh giác với con mèo Casper. Cô cảm động trước cách các tài xế và hành khách đi ra khỏi chỗ của họ để phù hợp với Casper và hành vi bất thường của nó, và viết một lá thư cho The Plymouth Herald cảm ơn họ vì lòng tốt của họ. Lá thư của cô đã dẫn đến The Herald xuất bản một bài báo về Casper vào tháng 4 năm 2009. Các hãng tin Anh đã chọn bài báo The Herald, và câu chuyện của Casper nhanh chóng lan truyền trên toàn quốc, và sau đó là quốc tế.
Casper trở thành một con vật nổi tiếng và xuất hiện trên báo và trên các trang web trên toàn thế giới. Nó nổi bật trên BBC News, tờ báo đã quay phim Casper trên xe buýt. Đầu tiên Devon & Cornwall đã trang trí bên cạnh một số xe buýt của họ bằng một bức tranh khổng lồ về Casper, và nói rằng họ không có ý định tính phí xe buýt đối với Casper.

## Tử vong
Vào ngày 14 tháng 1 năm 2010, Casper bị một chiếc taxi đâm phải, và tài xế taxi không dừng lại để giúp Casper. Casper chết vì vết thương trước khi Finden có thể đưa nó đến bác sĩ thú y. Tin tức về vụ tai nạn lan truyền nhanh chóng trên khắp thế giới, với một số tờ báo gọi đó là một vụ tông xe rồi chạy. Finden sau đó đã liên lạc với công ty taxi, nhưng không thể buộc tội vì các quy định giao thông của Anh không bắt buộc các tài xế dừng lại sau khi tông phải một con mèo (mặc dù họ phải dừng lại sau khi tông phải một con chó).